# Роберт Вине
Роберт Вине (на немски: Robert Wiene) (1873 – 1938) е германски режисьор сценарист и актьор, сред ярките представители на германското кино от немия кинопериод.
Той остава в киноисторията като режисьора на „Кабинетът на доктор Калигари“ – лента, дала началото на течението „експресионизъм“ на големия екран, както и на други филми с различна жанрова насоченост. С идването на нацистите на власт Вине потъва в изгнание.

## Биография
Робърт Вине е роден на 27 април 1873 г. във Вроцлав, тогава част от Германската империя, като най-стария син на успешния театрален режисьор Карл Вине. Неговият по-малък брат Конрад става актьор. Първоначално Вине записва да следва право в Берлинския университет, сега „Хумболтов университет на Берлин“. През 1908 г. започва да играе малки роли на театрална сцена. Първата му среща с киното е през 1912 г., когато пише сценарий и вероятно режисира Die Waffen der Jugend.
Най-известният и значим филм на Вине е „Кабинетът на доктор Калигари“ (Das Cabinet des Dr. Caligari). Лентата излиза 1920 г., като се счита за първия представител на течението „експресионизъм“ в германското кино, както и предшественик на жанра „филм на ужасите“. Друго популярно произведение на режисьора е „Разколников“ (Raskolnikow) от 1923 г., адаптация на романа „Престъпление и наказание“ на Достоевски, спрягано също за ярък пример в експресионистичното кино.
1933 г., четири месеца след идването на власт на нацистите, премиерата на последния немски филм на Вине Taifun е спряна на 3 май. Режисьорът получава покана от унгарска филмова компания да продължи работата си в Будапеща. Притисната от новото германско управление, Вине приема офертата и месец септември режисира Eine Nacht in Venedig. По-късно немският творец отива Лондон и най-накрая в Париж, където заедно с френския режисьор Жан Кокто се опитват да продуцират звукова версия на „Д-р Калигари“.
Вине никога не се завръща в Германия, макар да няма видима причина за това. Режисьорът не е имал връзки с лявата идеология, а през 1925 г. работи заедно с любимеца на нацистите Рихард Щраус по филма Der Rosenkavalier. В един немски вестник, колонката с некролози, идентифицира твореца като евреин. Самият Вине се определя протестант във Виенския университет, записано в документ за пребиваване от периода от 1894 до 1925 г. Режисьорската му филмография включва и религиозния филмов епос I.N.R.I., излязъл през 1923 г. – адаптация на роман, описващ дословно разпъването на кръст на Иисус Христос.
Немският кинотворец умира 10 дни преди да завърши последната си продукция – шпионския филм Ultimatum, след боледуване от рак. Лентата е завършена от приятеля му Роберт Сиодмак.

## Филмография
| - Die Waffen der Jugend (1912) - Er rechts, sie links (1914) - Der springende Hirsch oder Die Diebe von Günsterburg (1915) - Die Konservenbraut (1915) - Höhen und Tiefen (1915) - Frau Eva (1916) - Der Liebesbrief der Königin (1916) - Der Sekretär der Königin (1916) - Das wandernde Licht (1916) - Die Räuberbraut (1916) - Der Mann im Spiegel (1916) - Lehmanns Brautfahrt (1916) - Das Leben ein Traum (1917) - Die Ehe der Luise Rohrbach (1917) - Der standhafte Benjamin (1917) - Veilchen Nr. 4 (1917) - Gefangene Seele (1917) - Furcht (1917) - „Кабинетът на доктор Калигари“ (1920) - Die drei Tänze der Mary Wilford (1920) - Genuine (1920) - Die Nacht der Königin Isabeau (1920) - Der Schrecken im Hause Ardon (1920) - Die Rache einer Frau (1921) | - Das Spiel mit dem Feuer (1921) - Die höllische Macht (1922) - „Разколников“ (1923) - Der Puppenmacher von Kiang-Ning (1923) - I.N.R.I. (1923) - Pension Groonen (1924) - Orlac’s Hände (1924) - Der Rosenkavalier (1926) - Die Königin vom Moulin Rouge (1926) - Die Geliebte (1927) - Die berühmte Frau (1927) - Die Frau auf der Folter (1928) - Leontines Ehemänner (1928) - Die grosse Abenteuerin (1928) - Unfung der Liebe (1928) - Der Andere (1930) - Le procureur Hallers (1930) - Nuits de Venise (1931) - Der Liebesexpress (1931) - Panik in Chicago (1931) - Polizeiakte 909 (1933) - Eine Nacht in Venedig (1934) - Räubersymphonie (The Robber Symphony) (1936) - Ultimatum (1938) |